# I Am Me
 (janvier 2017).
Si vous disposez d'ouvrages ou d'articles de référence ou si vous connaissez des sites web de qualité traitant du thème abordé ici, merci de compléter l'article en donnant les références utiles à sa vérifiabilité et en les liant à la section « Notes et références ».
Albums de Ashlee Simpson
Autobiography
(2004) Bittersweet World
(2008)
I Am Me (en français : Je suis moi) est le deuxième album studio de la chanteuse américaine Ashlee Simpson, sorti en 2005.
Il s'est classé numéro un du Billboard 200 aux États-Unis où il a été certifié disque de platine.

## Liste des titres
1. Boyfriend 2:59
2. In Another Life 3:48
3. Beautifully Broken 3:16
4. L.O.V.E. 2:33
5. Coming Back For More 3:29
6. Dancing Alone 3:54
7. Burning Up 3:54
8. Catch Me When I Fall 4:00
9. I Am Me 3:15
10. Eyes Wide Open 4:09
11. Say Goodbye 4:15
12. Invisible 3:54 uniquement sur la réédition de l'album

## Certifications
| Pays                  | Certification | Unités certifiées |
| --------------------- | ------------- | ----------------- |
| Canada (Music Canada) | Or            | 50 000            |
| États-Unis (RIAA)     | Platine       | 1 000 000         |